# Solanum anoacanthum
Solanum anoacanthum är en potatisväxtart som beskrevs av Otto Sendtner. Solanum anoacanthum ingår i släktet skattor som ingår i familjen potatisväxter. Inga underarter finns listade i Catalogue of Life.